# Le Soir
Pour les articles homonymes, voir Le Soir (homonymie).
Le Soir est un quotidien généraliste belge de langue française fondé en 1887 par Émile Rossel. Il fait partie du Groupe Rossel. Se présentant comme progressiste et indépendant, ce journal est de tradition libérale et historiquement au centre de l'échiquier politique belge.
Le Soir est l'un des grands journaux belges francophones à tirage payant. Il constitue l'un des deux quotidiens de référence en Belgique francophone avec le journal La Libre Belgique,,.

## Ligne éditoriale
Réaffirmée à l'occasion de la sortie de la nouvelle formule, le 15 novembre 2005, la ligne éditoriale du Soir le pose en tant que « quotidien progressiste indépendant ». Le Soir se veut « un quotidien de référence par excellence », « indispensable pour trier, hiérarchiser et aider à comprendre le monde encore mieux », un outil qui permet de « devenir acteur de qualité ». De tradition libérale, le journal est historiquement au centre de l'échiquier politique belge.
« Aujourd'hui, Le Soir veut miser sur la qualité, l’investigation et la citoyenneté » […] « La rédaction du Soir est aussi et surtout résolument tournée vers l’avenir. Car elle est totalement persuadée d’avoir, aujourd'hui et demain, un vrai rôle à jouer et une place à tenir » […] « Nous vivons une crise du modèle économique, mais pas une crise du besoin d’une information de qualité, une information exigeante, une information au service des citoyens ».

## Groupe Rossel
Le quotidien Le Soir est édité par la SA Rossel & Cie, majoritairement détenue par les trois enfants de feu Robert Hurbain (1929-2001), héritier de la famille Rossel. Ils possèdent chacun 83 des 300 actions de la société éditrice, par l'intermédiaire de trois sociétés liées par des participations croisées :
- la SA Auxiliaire Rossel, dont Patrick Hurbain est l'administrateur délégué ;
- la SA Rossel-Hurbain, dont Christine Marchant-Hurbain est l'administrateur délégué ;
- la SA Société de Participations Rossel-Hurbain, dont Nathalie Hurbain est l'administrateur délégué.

La société éditrice, Rossel & Cie, est gérée par un conseil d'administration de sept membres dont Patrick Hurbain est le président.

## Historique
- 17 décembre 1887 : première édition de ce quotidien gratuit du soir fondé par Émile Rossel, Nicolas Corbelin et Edgar Roels. Cette gratuité est relative, étant limitée aux habitants des rez-de-chaussée de Bruxelles[9]. Toute personne qui habite à un étage doit payer 0,60 franc par mois. La gratuité pour les habitants des rez-de-chaussée ne dure que jusqu'en 1898. À partir de ce moment, il leur en coûte 0,30 franc par mois. Le financement du journal est assuré par la publicité, une idée neuve pour l'époque. L'agence Rossel est créée pour gérer les annonces. Le Soir se veut un journal neutre, affirmant ne pas vouloir « prendre position dans les luttes qui irritent et divisent ».
- Peu après la création du journal, un conflit à propos d'une annonce oppose Émile Rossel d'une part à Corbelin et Roels de l'autre. Pendant deux mois, ces derniers publient un Soir concurrent, jusqu'à ce que la justice tranche en faveur de Rossel. Lucien Solvay est brièvement le premier rédacteur en chef. Un exilé français, Auguste Cauvin, dont le nom de plume est D'Arsac, lui succède et occupe cette fonction jusqu'à sa mort en 1937. Le tirage du journal passe de 60 000 en 1887 à 180 000 en 1914[10]. En 1901, Le Soir quitte la rue Isabelle et s'installe place de Louvain.
- Bien qu'il se proclame « neutre », Le Soir est mêlé au début des années 1890 à une polémique qui secoue la Belgique sous le règne de Léopold II : le « référendum royal ». Le souverain, qui est fort attaché à l'idée d'une consultation populaire sur initiative royale, souhaite la voir figurer dans une révision de la constitution. Ce projet est fort impopulaire et Léopold II tente de le faire progresser grâce à la presse, notamment dans les colonnes du Soir, comme en témoigne une lettre écrite au comte de Borchgrave en 1892 : « Le grand maréchal a déjà payé Le Soir pour des articles sur le référendum (indemnité d'insertion étant la formule adoptée) »[11]. Léopold II aurait même écrit quelques articles « de sa royale main »[10].
- Interlude de la Première Guerre mondiale : l'entrée des troupes allemandes à Bruxelles le 21 août 1914 marque la fin de la publication du Soir. Émile Rossel meurt en 1915, et au moment de la libération, c'est son fils, Victor Rossel, qui reprend la direction du journal. Les occupants allemands ont démantelé les installations, mais la publication reprend dès le 18 novembre 1918 avec des moyens de fortune sur du papier vert.
- 26 février 1919 : D'Arsac crée dans Le Soir la « Tribune libre », qui reste longtemps une des images de marque du quotidien bruxellois. Elle permet à des représentants des partis politiques de s'exprimer dans ses colonnes. Yvon Toussaint la remplace dans les années 1980 par des « Cartes blanches », ouvertes à toute la société civile[12].
- À la mort de Victor Rossel en décembre 1935, sa fille Marie-Thérèse Rossel (en) hérite de ses parts et devient l'actionnaire principale. Lucien Fuss dirige la rédaction[13].
- Le milieu des années 1930 est marqué par la montée du mouvement rexiste de Léon Degrelle. Ce dernier, qui ne doute de rien, sollicite une « tribune libre » dans Le Soir. D'Arsac l'éconduit poliment, arguant que les « tribunes libres » sont réservées aux porte-parole des grands partis. Selon d'Arsac, cet incident aurait été à la source de l'animosité de Degrelle à son égard. En 1937, Degrelle provoque une élection partielle à Bruxelles. Le Soir rompt avec sa politique traditionnelle de neutralité en période électorale et prend clairement position pour son adversaire Paul Van Zeeland. L'affaire tourne en partie de bras de fer entre le journal et Degrelle, qui lui intente un procès pour avoir affirmé que Rex était subsidié par l'Allemagne nazie. Le dirigeant rexiste obtient gain de cause. Le Soir publiait chaque jour un article de tête pour expliquer les raisons de ne pas voter pour Degrelle. Le Pays réel, organe de presse de Rex, réplique en s'en prenant au « métèque D'Arsac », s'attirant à son tour une plainte, qui fut retirée après la défaite électorale de Léon Degrelle.
- Après le décès de D'Arsac en 1937, Charles Breisdorff devient le nouveau rédacteur en chef du Soir.

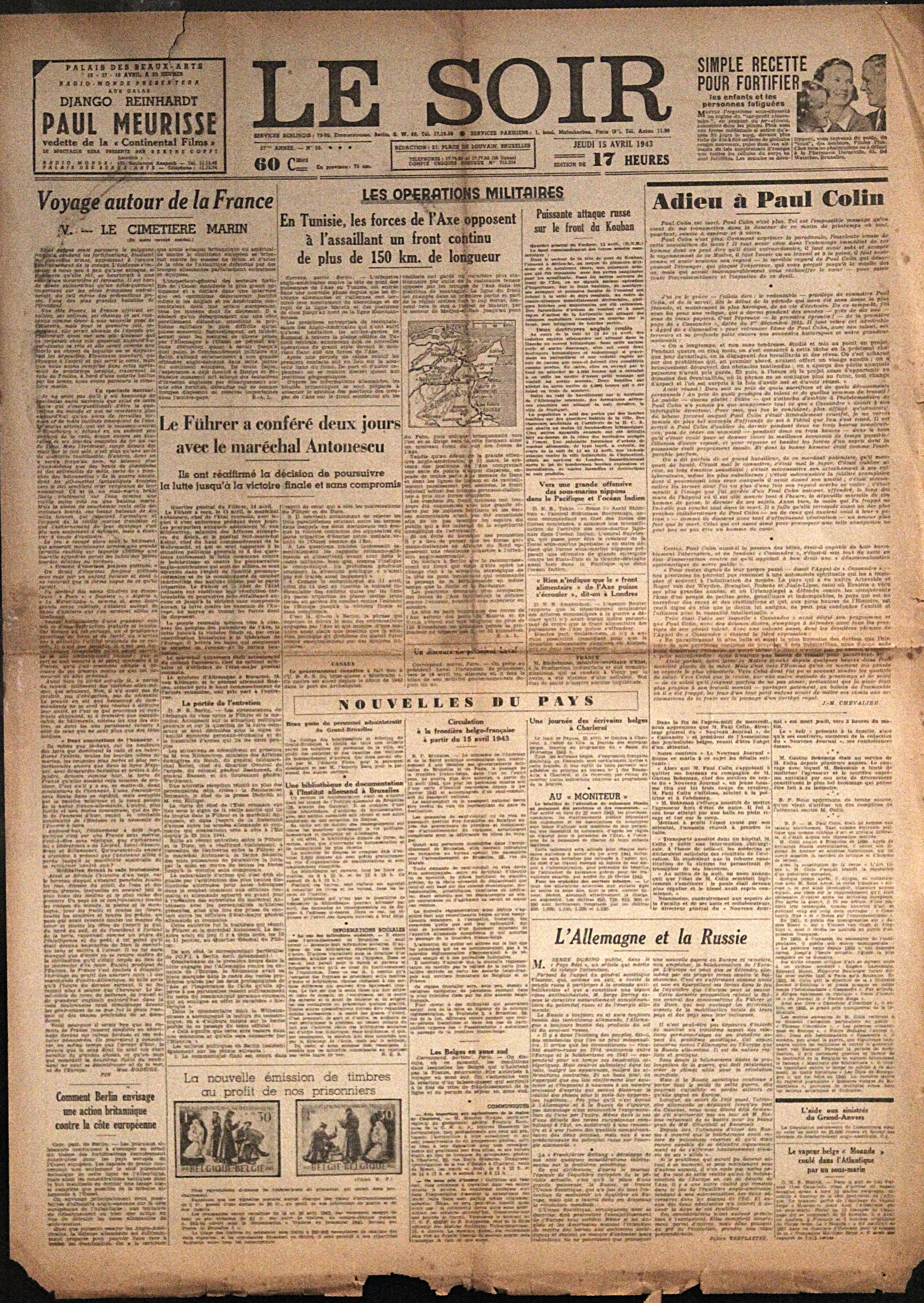
Le Soir volé du 15 avril 1943.

- 18 mai 1940 : quelques jours après l'invasion allemande, Le Soir cesse de paraître. Il est relancé, contre la volonté des propriétaires (famille Rossel), par un groupe de collaborateurs (Horace Van Offel, Raymond De Becker)[14]. Il est donc censuré par l'occupant pour correspondre aux valeurs de l'Ordre nouveau. Le quotidien est alors surnommé « Le Soir volé »[15]. Après la Libération, Raymond De Becker est dans un premier temps, le 24 juillet 1946, condamné à mort. Ensuite sa peine se voit commuée en perpétuité. Il sera finalement gracié le 22 février 1951[16]. Quant à Horace Van Offel il fuit en Allemagne où il meurt, à Fulda le 6 octobre 1944. L'Académie royale de langue et de littérature françaises de Belgique prononce son exclusion, confirmée par un arrêté du Régent, pour avoir servi les desseins de l'occupant nazi[17]. C'est dans Le Soir volé qu'Hergé, le créateur de la bande dessinée Tintin, publia en feuilleton Le Crabe aux pinces d'or, L'Étoile mystérieuse, Le Secret de La Licorne, Le Trésor de Rackham le Rouge et le début des Sept Boules de cristal. (cf. également Faux Soir), après avoir tenté de publier les aventures de Tintin dans un nouveau supplément, Le Soir-Jeunesse. Le quotidien est restitué à ses propriétaires à la libération.
- En 1946, à la mort de Lucien Fuss, Marie-Thérèse Rossel reprend la direction du journal. Elle s'investit dans le journal où elle se rend tous les jours. Elle est soucieuse de son indépendance et se méfie des extrêmes. Mais en 1959, pour des raisons de santé, elle doit rester à son domicile mais continue à superviser le journal[13].
- 1er mars 1969 : Marie-Thérèse Rossel se retire de la direction du Soir mais garde un mandat d'administratrice déléguée de la société[13]. Jean Corvilain lui succède.
- 22 février 1975 : la rédaction se constitue en association de fait, l'Assemblée générale des journalistes professionnels du Soir (AGJPS).
- En septembre 1979, Yvon Toussaint accède au poste de rédacteur en chef, à la suite du décès de Charles Rebuffat.
- En mai 1983, le renouvellement des mandats d'administrateurs au sein de la s.a. Rossel & Cie, la société éditrice du Soir, provoque une crise majeure au sein du journal. Rossel & cie était une entreprise familiale, dont les actionnaires étaient des descendants d'Emile Rossel. On y distinguait deux groupes : les « majoritaires », descendants de Victor Rossel, dont la figure de proue était sa fille Marie-Thérèse, et les « minoritaires », descendants d'Emerence, une sœur de Victor, représentés par Jacques et André Declercq. Les deux groupes ont des visions diamétralement différentes de la manière de gérer le journal. En 1983, les choses s'enveniment lorsque les « minoritaires » proposent Robert Hersant comme candidat au poste d'administrateur. Ce grand patron de droite de la presse française, connu pour son interventionnisme dans les journaux de son groupe, suscite les plus vives inquiétudes au sein de la rédaction du Soir, qui craint pour son indépendance[18]. Les « majoritaires » se résignent finalement à l'entrée de Hersant dans le conseil d'administration, tout en essayant de rassurer les journalistes. Jean Corvilain écrit dans Le Soir du 2 juin 1983 : « Rappelons d'abord que M. Hersant ne devient pas actionnaire de la Société Rossel. (…) Le groupe majoritaire est bien décidé à ne conférer à M. Hersant aucune délégation ni fonction dans l'entreprise, à quelque titre que ce soit. Il est déterminé, au contraire, à faire en sorte que M. Hersant n'exerce aucune influence dans la gestion de la société et n'ait aucune prise sur la ligne du journal. »[19]. L'affaire ne fait pourtant que commencer.
- 3 juin 1983 : la rédaction se dote d'une société des rédacteurs, l'association sans but lucratif Société des Journalistes professionnels du Soir (SJPS), qui a pour objet « la sauvegarde et la promotion des intérêts professionnels, moraux, intellectuels et matériels de ses membres en tant que journalistes ». Colette Braeckman en est la première présidente; René Haquin le premier vice-président.
- En janvier 1987, Robert Hersant devient malgré tout actionnaire de Rossel & Cie, en rachetant les parts du groupe « minoritaire », qui représentent 42 % du capital. Les actionnaires « majoritaires » portent l'affaire devant la justice qui donne raison à Hersant le 9 mai 1989. Les « majoritaires », estimant que ce long litige est susceptible de porter préjudice au journal, concluent avec Hersant une convention transactionnelle. Cet accord prévoit qu'Hersant n'intervienne ni « sur la matière rédactionnelle proprement dite ni sur ce qui, directement ou indirectement, contribue à faire l'image de chacun des journaux du groupe Rossel »[20]. Yvon Toussaint, qui a toujours été opposé à la présence de Hersant, présente alors sa démission du poste de rédacteur en chef.
- En 1996 Le Soir arrive sur internet, à l'époque la fréquence de mise à jour est de une à deux fois par cycle de 24H.
- En 2000 Le Soir en ligne séduit de plus en plus de lecteurs, notamment avec l'arrivée des connexions ADSL.
- En novembre 2001, Bernard Marchant annonce la nomination de Daniel Van Wylick à la direction générale et Béatrice Delvaux à la rédaction en chef du Soir[21]
- Fin mars 2003, Le Soir confie dans l'édition du week-end du 23 mars l'ensemble des illustrations à Philippe Geluck pour fêter les 20 ans de son personnage vedette "Le Chat". La Une, consacrée au début de la Guerre d'Irak avec le titre « Un déluge de bombes à Bagdad », est illustrée du Chat présentant un gâteau d'anniversaire et avec la mention « Le Chat a 20 ans ». En écho en arrière-plan, des soldats morts étendus sur une plaine désertique répondent « Nous aussi ! ». Le dessin renseigne que l'idée vient de Pierre Kroll.
- 15 novembre 2005 : Le Soir, publié jusqu'alors au format belge, passe au format berlinois. Il est imprimé, désormais, chez Rossel Printing Company (RPC), à Nivelles, où le groupe a investi 60 millions d'euros.
- 13 novembre 2009 : Bernard Marchant annonce les nominations de Didier Hamann à la direction générale du Soir et de Daniel Van Wylick à la direction générale éditoriale du groupe Rossel.
- 1er septembre 2011 : Bernard Marchant annonce la nomination de Didier Hamann au poste de directeur-rédacteur en chef du Soir, à la suite de la démission de Béatrice Delvaux (devenue éditorialiste en chef).
- En juin 2013 : Bernard Marchant annonce la nomination de Christophe Berti à la rédaction en chef du Soir.
- En 2015 Le Soir en ligne lance Le Soir +, une nouvelle plate-forme d'information qui s'invite également sur les smartphones et tablettes, en complément de la version papier.
- En mai 2016 : Olivier De Raeymaeker, ex-Chief Marketing Officer de Base, accède au poste de directeur général adjoint du Soir.
- En septembre 2017 : Bernard Marchant annonce la nomination d'Olivier De Raeymaeker à la direction générale du Soir.
- En juillet 2024 : Coralie Vrancken succède à Olivier De Raeymaeker à la direction générale du Soir.

| Image externe |                             |
|               | Une couverture du quotidien |

## Personnalités liées au journal
- Bernard Marchant, administrateur délégué du Groupe Rossel
- Patrick Hurbain, président du Groupe Rossel
- Christophe Berti, rédacteur en chef du journal Le Soir
- Désiré Denuit, ex-directeur-rédacteur en chef du Soir ; directeur général éditorial du groupe Rossel
- Daniel Van Wylick, ex-directeur général des rédactions du Soir
- Didier Hamann, ex-directeur général du Soir depuis le 7 décembre 2009; ex-rédacteur en chef depuis le 1er septembre 2011
- Béatrice Delvaux, ex-rédactrice en chef du Soir et éditorialiste en chef
- Colette Braeckman, grand reporter, spécialiste de l'Afrique
- René Haquin, reporter et spécialiste des grandes affaires criminelles en Belgique, mort en 2006
- Luc Honorez, ex-critique cinéma
- Albert Bouckaert, journaliste et reporter du Soir entre 1931 et 1951. Il a été passager sur le premier vol aller-retour sur la ligne aérienne Belgique-Congo en 1935.
- Pol Mathil, spécialiste Europe de l'Est, mort en 2012 (de son vrai nom Léopold Unger)
- Pierre Kroll, caricaturiste
- Philippe Geluck, dessinateur
- Guy Duplat, ancien rédacteur en chef
- Pierre Lefevre, ancien rédacteur en chef
- Yvon Toussaint, ancien directeur-rédacteur en chef, ancien chroniqueur
- Thierry Coljon, journaliste responsable des musiques non classiques
- Ricardo Gutiérrez, ex-président de la SJPS, Société des Journalistes professionnels du Soir (2002-2006)
- Hugues Dorzée, ex-président de la SJPS (2006-2008)
- Philippe Deboeck, ex-président de la SJPS (2008-2010)
- Bernard Padoan, ex-président de la SJPS (2010-2016)
- Guy Bara, dessinateur
- Horn (Fernand Van Horen), caricaturiste
- Royer, caricaturiste
- Pierre Kroll, caricaturiste.
- Marc Metdepenningen, journaliste judiciaire, ex-président de la SJPS
- Fred Hurkmans, directeur marketing
- Lucien Solvay (en)[23], premier rédacteur en chef du journal entre 1887 et 1906, correspondant de la revue musicale Le Ménestrel de Paris[24] et critique d'art. Il fut élu membre de l'Académie royale de Belgique en 1909.
- Richard Dupierreux, critique d'art. Il a reçu une curieuse lettre de René Magritte.[réf. nécessaire]
- Adrien de Meeûs, rédacteur d'articles occasionnels.
- Henri Liebrecht, rédacteur en chef du Soir illustré et directeur du service littéraire du Soir.
- Jean-Claire Lacroix, dessinatrice du supplément "Le 7ème Soir" de 1992 à 2002.

## Quelques chiffres
- Diffusion payante : 66 267 exemplaires (papier et numérique), en 2015 (source : Cim) ;
- Lectorat : 566 700 lecteurs quotidiens en 2008-2009, selon TNS Media, ce qui en fait le quotidien francophone le plus lu, en Belgique, derrière Sudpresse[25];
- Effectifs : 108 journalistes salariés (au 31 mars 2012), dont 9 affectés au « Soir.be » ;
- Aide à la presse par la communauté française en 2009 : 1 306 418,38 € sur les 2 910 744,85 € pour le groupe Rossel (source : site de la ministre Fadila Laanan) ;
- Dividendes versées aux actionnaires en 2009 : 3 000 000,00 € (Source : Banque nationale).
- En France, il est vendu au prix de 2,30 € en 2015.